# Artem Shut
Artem Shut (tiếng Belarus: Арцём Шут; tiếng Nga: Артём Шут; sinh 18 tháng 6 năm 1995) là một cầu thủ bóng đá Belarus. Tính đến năm 2017, anh thi đấu cho Slavia Mozyr.